# Евіта (фільм)
«Еві́та» (англ. Evita) — американський фільм-мюзикл, що розповідає про життя Марії Еви Перон. Заснований на однойменному мюзиклі Ендрю Ллойда Веббера та Тіма Райса. Володар «Оскара» і трьох «Золотих глобусів».

## Сюжет
Дія починається зі сцени похорону Еви Перон. Персонаж на ім'я Че починає оповідати історію життя Евіти. Він розповідає про дитинство дівчини у місті Хунін (провінція Буенос-Айрес), похорон її батька, її переїзд до столиці у віці 15 років, початок артистичної і політичної кар'єри. Особлива увага приділяється формуванню світогляду Еви і її знайомству з Хуаном Пероном, який стає її чоловіком і президентом Аргентини. Евіта перетворюється на першу леді і впливового політика, особливо популярного у робітничого класу. Невдовзі вона дізнається, що невиліковно хвора. Фільм завершується тією ж сценою, з якої почався, похороном Евіти.

## У ролях
- Мадонна — Марія Ева Перон
- Антоніо Бандерас — Че
- Джонатан Прайс — Хуан Домінго Перон
- Джиммі Наїль — Агустін Магальді

## Нагороди
Загалом фільм отримав 9 нагород і 24 номінації, зокрема:
- Оскар:
  - найкраща пісня
  - найкраща художня постановка (номінація)
  - найкраща робота оператора (номінація)
  - найкращий монтаж (номінація)
  - найкращий звук (номінація)
- Номінації на премію BAFTA:
  - нагорода Ентоні Асквіта за музику
  - найкраща робота оператора
  - найкращі костюми
  - найкращий монтаж
  - найкращий грим і зачіски
  - найкраща художня постановка
  - найкращий адаптований сценарій
  - найкращий звук
- Золотий глобус:
  - найкращий фільм у жанрі мюзикл/комедія
  - найкраща пісня
  - найкраща актриса фільму у жанрі мюзикл/комедія
  - найкраща режисура (номінація)
  - найкращий актор фільму в жанрі мюзикл/комедія (номінація)

## Цікаві факти
- Оповідача у фільмі звуть Че, через що його часто ототожнюють із Че Геварою, хоча насправді Гевара не був знайомий з Евітою.
- Мюзикл містить багато фактичних помилок, зокрема щодо місця народження Евіти, через що він був гостро розкритикований на її батьківщині в Аргентині.
- У фільмі Мадонна з'являється у 85 різних сукнях, 39 капелюшках, 45 парах взуття і 56 парах сережок, що є найбільшим числом костюмів за історію світового кінематографа.
- Мадонна за весь фільм промовляє лише 140 слів, а Антоніо Бандерас — лише 6, решту реплік вони співають.
- Олівер Стоун планував зняти фільм про Евіту, але через суперечності з тодішнім президентом Аргентини Карлосом Менемом покинув проєкт. Однак, його згадано у титрах як сценариста, хоча він не брав участі у написанні сценарію.
- Алан Паркер з'являється у фільмі як камео.